# Weimar-Preis
Der Weimar-Preis ist eine Auszeichnung, die die Stadt Weimar seit 1990 vergibt. Er wird an Einzelpersonen oder "mehrere an einem Werk beteiligte Personen verliehen, die sich um das kulturelle Ansehen der Stadt Weimar verdient gemacht haben." Er kann sowohl eine Einzelleistung als auch eine Lebensleistung würdigen, die "einen erkennbaren Bezug" zur Stadt Weimar hat. Der Preis ist mit 5000 Euro dotiert; weiterhin wird eine Urkunde durch den Oberbürgermeister von Weimar übergeben. Der Kulturausschuss des Stadtrates von Weimar entscheidet anhand der eingegangenen Vorschläge über den Preisträger; der Preisträger wird vom Stadtrat bestätigt.
Vorgänger des Preises war in der DDR der Literatur- und Kunstpreis der Stadt Weimar.

## Preisträger
- 2024 Bernd Kauffmann[2]
- 2022 Jan Philipp Reemtsma[3]
- 2020 Sigrid Damm[4]
- 2018 Nicht vergeben (der vorgesehene Preisträger Thomas Thieme lehnte die Auszeichnung aus persönlichen Gründen ab[5][6])
- 2016 Alan Bern
- 2014 Ludger Vollmer[7]
- 2012 Gerd Zimmermann
- 2009 Peter Gülke
- 2008 Klaus-Jürgen Teutschbein
- 2007 Paul Raabe (Rückgabe 2008)[8]
- 2006 Gisela Kraft
- 2005 Hans Tutschku
- 2004 Otto Paetz
- 2003 Radio Lotte
- 2002 Staatskapelle Weimar
- 2001 Hannelore Köhler[9]
- 2000 Volkhard Knigge
- 1999 Walter Sachs[10]
- 1998 Frank Motz[11]
- 1997 Horst Jährling (1922–2013)
- 1996 Michael von Hintzenstern
- 1995 Jorge Semprun
- 1994 Wulf Kirsten
- 1993 Eberhard Haufe
- 1992 Hans Winkler
- 1991 Renate Müller-Krumbach
- 1990 Jutta Hecker